# ヨハン (ブランデンブルク＝クルムバッハ辺境伯)
ヨハン・フォン・ブランデンブルク（Johann von Brandenburg, 1406年 - 1464年11月16日）は、ホーエンツォレルン家のブランデンブルク＝クルムバッハ辺境伯。錬金術伯（der Alchimist）とも呼ばれる。ブランデンブルク選帝侯フリードリヒ1世と下バイエルン＝ランツフート公フリードリヒの娘エリーザベトの長男。選帝侯フリードリヒ2世、アルブレヒト・アヒレスの兄。

## 生涯
父フリードリヒ1世存命中に、ブランデンブルク統治を任されたが、錬金術に熱中し政治的に無能であったため、フリードリヒ1世は失望し、自らの死に際しブランデンブルク選帝侯位は次男のフリードリヒ2世に継承させ、ヨハンはクルムバッハ辺境伯領を継承した。ヨハンは宮廷をクルムバッハのプラッセンブルクに置いた。正嫡の息子がいなかったため、1457年に退位した後の辺境伯位は弟のアルブレヒト・アヒレスが継承した。

## 子供
ザクセン選帝侯ルドルフ3世の娘バルバラと結婚した。彼らの子供は以下の通り。
- バルバラ（1423年 - 1478年） - マントヴァ侯ルドヴィーコ3世・ゴンザーガと結婚。
- ルドルフ（1424年）
- エリーザベト（1425年 - 1465年） - ポメラニア＝シュチェチン公ヨアヒム1世と結婚、1453年にポメラニア＝ヴォルガスト＝バルト公ヴァルティスラフ10世と結婚。
- ドロテア（1430年 - 1495年） - デンマーク・ノルウェー・スウェーデン王クリストファ3世、次いでクリスチャン1世と結婚。

他に庶子のフリッツ・フォン・ブランデンブルクがいる。